# Pam Whytcross
Pam Whytcross (* 25. November 1953) ist eine ehemalige australische Tennisspielerin und Supervisor auf der WTA Tour.

## Karriere
Whytcross gewann in ihrer Karriere insgesamt drei WTA-Doppeltitel. Sie stand 1978 an der Seite von Naoko Satō aus Japan im Doppel-Finale der Australian Open, das sie gegen die Paarung Betsy Nagelsen/Renáta Tomanová mit 5:7, 2:6 verloren.
Seit 2001 ist Whytcross für die WTA als Turnier-Supervisor tätig.

## Erfolge

### Doppel
| Nr. | Datum            | Turnier   | Kategorie      | Belag     | Partnerin    | Finalgegnerinnen                  | Ergebnis      |
| --- | ---------------- | --------- | -------------- | --------- | ------------ | --------------------------------- | ------------- |
| 1.  | 24. Juli 1983    | Kitzbühel | WTA World Tour | Sand      | Chris Newton | Nathalie Herreman Pascale Paradis | 2:6, 6:4, 7:6 |
| 2.  | 16. Oktober 1983 | Tokio     | WTA World Tour | Hartplatz | Chris O’Neil | Brenda Remilton Naoko Satō        | 5:7, 7:6, 6:3 |
| 3.  | 23. Oktober 1983 | Tokio     | WTA World Tour | Hartplatz | Chris O’Neil | Helena Manset Micki Schillig      | 6:3, 7:5      |